# Joan Mirambell i Bertran
Joan Mirambell i Bertran (Ocata, el Masnou, Maresme, 27 de febrer de 1796 - el Masnou, Maresme, 1862) fou un mariner i capità.
Nascut al barri mariner d'Ocata i batejat l'endemà a la parròquia de Sant Martí de Teià, era fill de Salvador Mirambell, conegut familiarment com en Joan Xic, pescador, i Rosa Bertran. El Llibre de Matrícula que es conserva a l'Arxiu Municipal del Masnou (lloc on s'inscrivien els mariners aptes per fer el servei militar de l'Armada) ens fa un retrat del capità en plena joventut: era d'estatura regular, pell blanca, ulls blavencs, celles i cabells castanys, front regular, nas ample, llavi i boca grossos i barba espessa.
L'any 1811, als setze anys, Mirambell va fer-se a la mar en qualitat d'oficial. Per ofici del Comandant General de matrícules dels Terços Navals de Llevant, de data del 30 de novembre de 1813, se li "abonaren tres anys de campanya per haver-ho fet en classe d'Oficial de Mar en corsari espanyol durant l'última guerra contra França".
L'esdeveniment més important pel qual se'l coneix va tenir lloc l'any 1834, quan tenia trenta-nou anys. Comandant la pollacra-goleta “Constancia” emprèn des de Tarragona un viatge acompanyat pels pilots Pau Farrés, de Vilassar de Mar, i Ferran Torres, d'Arenys de Mar. Va carregar les bodegues de la seva pollacra-goleta amb vi, oli, ametlles i avellanes i va dir que es dirigiria cap a Rio Grande do Sul (Brasil), tot i que la intenció era arribar a Montevideo (Uruguai), ruta tancada als vaixells espanyols a causa de la guerres d'independència hispanoamericanes.
Un cop allà, tot i arborà bandera brasilera, hom descobrí la nacionalitat del vaixell i Mirambell fou empresonat. Abans d'ésser jutjat, el va rebre el president de l'Uruguai, Fructuoso Rivera, al qual exposà que aquell viatge era un acte amistós i que les relacions comercials afavorien tant Espanya com a l'Uruguai. El president es va quedar sorprès per l'audàcia i les raons de Mirambell i el posà en llibertat el dia 10 de gener de 1835.
L'any 1923 el Masnou va posar el seu nom al carrer on havia nascut i viscut, fins aleshores anomenat carrer del Carme, que passà a anomenar-se carrer del Capità Mirambell.